# Johann Daniel Busch

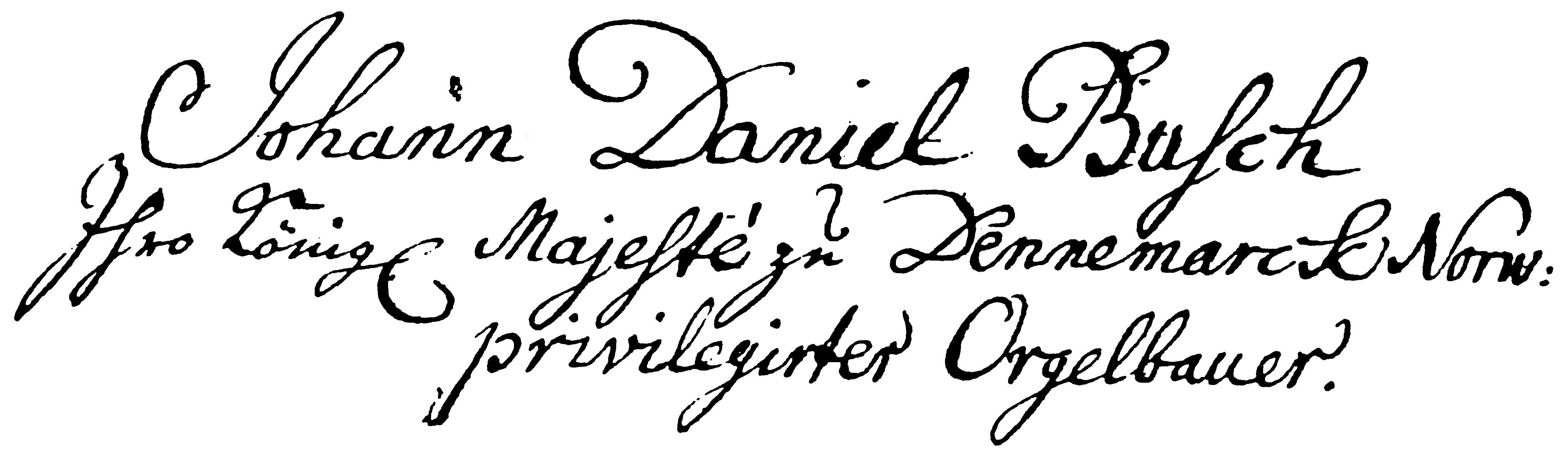
Signatur

Johann Daniel Busch (* 6. September 1735 in Itzehoe; † 12. September 1787 in Drochtersen/Assel) war ein deutscher Orgelbauer.

## Leben

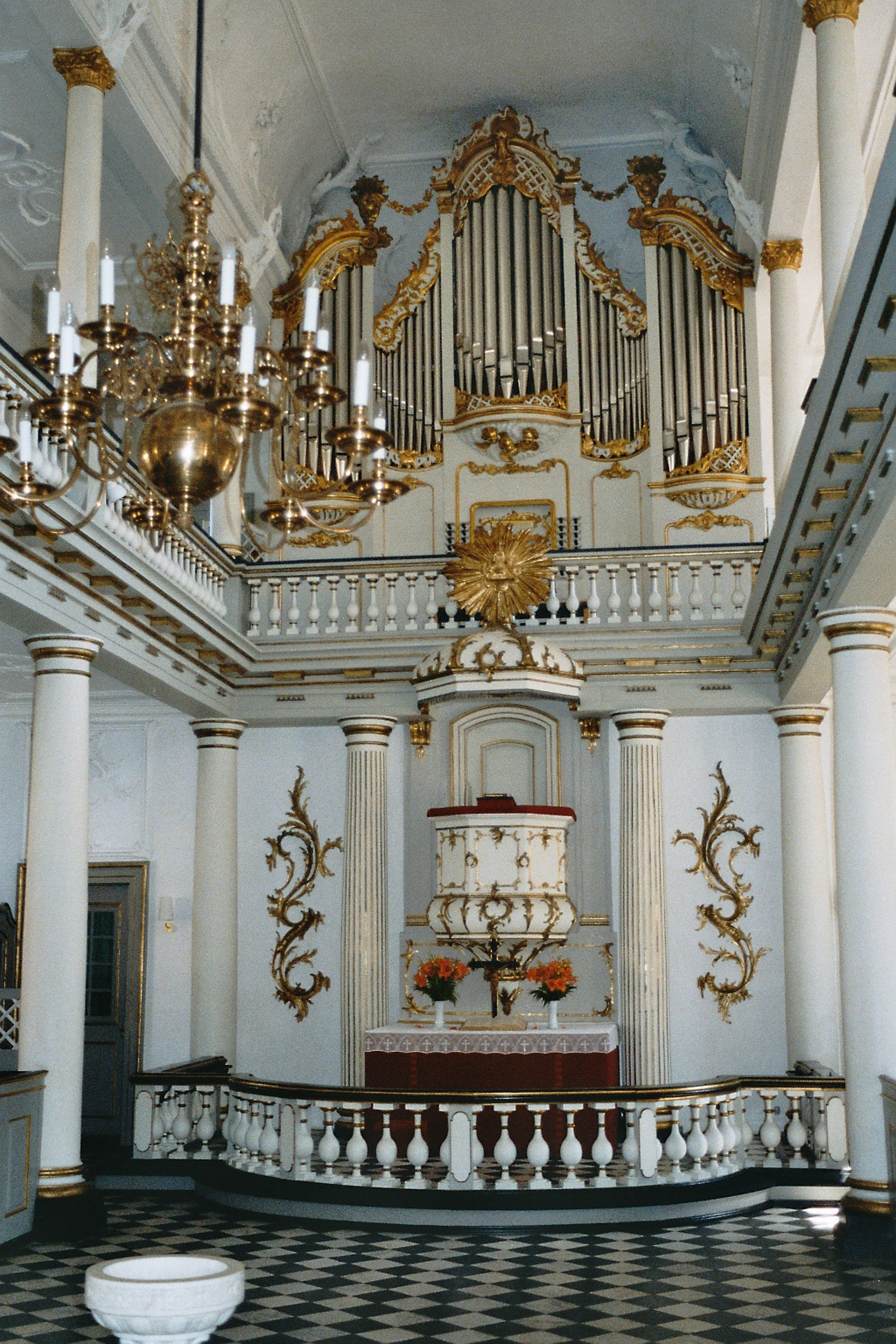
Orgel der Schlosskirche Augustenburg

Johann Daniel Busch war der Sohn des Orgelbauers Johann Dietrich Busch. Sein Pate war der Orgelbauer und Schnitgerschüler Lambert Daniel Kastens, dessen Itzehoer Werkstatt der Vater ab 1728 übernahm. Johann Daniel führte nach dem Tode seines Vaters 1753 die Werkstatt weiter. Das Wohnhaus der Familie Busch war in der Feldschmiede 27, später in der Breite Straße 35 und dann 37.
Busch baute zahlreiche hochwertige Instrumente, vorwiegend in dem Bereich der Herzogtümer Holstein und Schleswig sowie im Land Kehdingen. Gleich nach dem Tode des Vaters bewarb sich seine Mutter für ihn um das väterliche Privilegium. Die beiden Mitbewerber, Johann Matthias Schreiber aus Glückstadt und Johann Hinrich Mittelheuser aus Wilster, wurden abgewiesen. Am 4. Mai 1753, gerade einmal 17½ Jahre alt, erhielt Busch die Urkunde und wurde damit „Königlich Dänischer und Groß Fürstl. Schleswig-Holsteinischer privilegierter Orgelmacher über die Fürstentümer und Grafschaften“. 1754/55 bereiste der Orgelbauer die Stadt Dresden. Hier wohnte er am 2. Februar 1755 der Einweihung der Silbermann-Orgel in der Dresdener Hofkirche bei. Silbermannsche Gestaltungs- und Dispositionsprinzipien übernahm Busch bei seinen Orgelneubauten in Schloss Augustenburg, Trondheim (Vår Frue Kirke) und Sankt Margarethen.

## Werkliste
Neben zahlreichen Pflege- und Erweiterungsarbeiten an bestehenden Instrumenten erbaute Johann Daniel Busch folgende Orgeln.
Die Tabelle führt alle bisher bekannten Werke auf. In der fünften Spalte bezeichnet die römische Zahl die Anzahl der Manuale, ein großes „P“ ein selbstständiges Pedal, ein kleines „p“ ein nur angehängtes Pedal und die arabische Zahl in der vorletzten Spalte die Anzahl der klingenden Register.
| Jahr      | Ort                     | Gebäude                      | Bild | Manuale | Register | Bemerkungen |
| --------- | ----------------------- | ---------------------------- | ---- | ------- | -------- | --- |
| 1752      | Dybbøl (DK)             | Dybbøl Kirke                 |      |         |          | im 19. Jahrhundert zerstört, Prospekt erhalten |
| 1752/1753 | Højer Sogn (DK)         |                              |      |         |          | |
| 1758–1761 | Langenhorn              | St. Laurentius               |      | II/P    | 30       | Neubau als Schenkung von Seneca Inggersen; Prospekt erhalten; 1985 Rekonstruktion durch Hinrich Otto Paschen |
| 1761      | Sottrup (DK)            | Sottrup Kirke                |      |         |          | Neubau; zusammen mit seinem Bruder |
| 1760–1763 | Grundhof                | Marienkirche (Grundhof)      |      | II/P    | 20       | Neubau mit Rokoko-Prospekt unter Verwendung von Pfeifenmaterial der 1743 von Johann Dietrich Busch erbauten Vorgängerorgel, die 1756 durch einen Brand weitgehend zerstört wurde; später folgten mehrere Umbauten: 1838 durch Marcussen (Apenrade), 1894 durch Emil Hansen (Flensburg), 1956 Rückbau durch Eberhard Tolle (Preetz) sowie 1969 und 1971 durch Hinrich Otto Paschen, 2019/2020 Rückführung auf den Zustand von 1763 durch Rowan West. |
| 1761/1762 | Steinbergkirche         |                              |      |         |          | |
| 1763      | Eddelak                 | St. Marien                   |      | I       | 6        | Neubau eines Positives, das 1842 von Johann Conrad Rudolph Wohlien um Hauptwerk und Pedal (II/P16) erweitert wurde; das ursprüngliche Positiv wurde als Oberwerk integriert und ist samt Windlade und 4 Registern von 1763 erhalten. |
| 1764      | Ærøskøbing (DK)         |                              |      |         |          | |
| 1766      | Ullerup (DK)            |                              |      |         |          | |
| 1766      | Rendsburg               | Christkirche                 |      | II/P    | 29       | Umbau (?) der Orgel von Arp Schnitger (1714–1716); Gehäuse und vier Schnitger-Register erhalten |
| 1767      | Preetz                  | Kloster Preetz Klosterkirche |      | II/P    | 25       | Umbau, teilweise erhalten |
| 1768      | Drochtersen             |                              |      | II/P    | 26       | Neubau; Prospekt erhalten. |
| 1768      | Ulkebøl (DK)            |                              |      |         |          | 1788 nach Böklund/Fahrenstedt versetzt |
| 1770      | Hamburg-Niendorf        | Kirche am Markt              |      |         |          | Neubau angeblich unter Verwendung eines älteren Werks; Prospekt erhalten |
| 1770      | Hohenwestedt            | Peter-Pauls-Kirche           |      |         |          | Neubau, nicht erhalten. |
| 1771      | Trondheim               | Frauenkirche                 |      |         |          | Prospekt erhalten |
| 1771      | Neustadt in Holstein    |                              |      | III/P   | 34       | Umbau/Reparaturen |
| 1775      | Augustenborg (DK)       | Schlosskirche                |      | II/P    | 27       | Neubau nach Originaldisposition unter Verwendung des Gehäuses durch Marcussen (1978). |
| 1776      | Schönwalde am Bungsberg |                              |      |         |          | Neubau; kleine Orgel |
| 1776/1777 | Christiansfeld (DK)     |                              |      |         |          | |
| 1779      | Sarepta (Wolgograd)     |                              |      |         |          | 1931 zerstört (Geschenk von Katharina d. Großen) |
| 1779      | Itzehoe                 | St. Jürgen Kapelle           |      |         |          | Seit 1847 in Welt (Eiderstedt). 1898 erweitert durch Orgelbau Sauer |
| 1780      | Drochtersen             | St. Johannis und Catharina   |      | II/P    | 26       | Abbau und Wiederaufbau in der neuen Kirche. Prospekt erhalten; 1895 Neubau von Carl Johann Heinrich Röver (II/P/22). |
| 1780      | Gnadau                  | Brüdergemeinde               |      |         |          | |
| 1781      | Oederquart              | St. Johannis                 |      | III/P   | 28       | Anbau eines Pedalwerkes (CDE-d´) mit 6 Registern an die Orgel von Arp Schnitger (1679/82). 2014–2017 rekonstruiert durch Rowan West |
| 1782      | Oldenburg in Holstein   |                              |      |         |          | Neubau zum Teil von H.H. Leibbrand durchgeführt |
| 1784      | Kahleby                 | St. Marienkirche             |      | II/p    | 14       | 1983–1985 Neubau und Rekonstruktion der verlorenen Register durch Hinrich Otto Paschen |
| 1785      | Neuenkirchen            | St. Nicolai                  |      | II/p    | 10       | fast vollständig erhalten; 1999 Restaurierung durch Orgelmakerij Reil |
| 1785      | Plön                    | St. Johannis                 |      |         |          | nicht erhalten |
| 1786      | Ulsnis                  | St. Wilhadi                  |      | II/P    | 12       | Erweiterung durch Jürgen Heinrich 1798; im 19. und 20. Jahrhundert drei eingreifende Umbauten; heute II/P/19; 2002 Restaurierung unter Verwendung und Anpassung an das historische Material durch Hinrich Otto Paschen. Die Orgel von 1682, die die Busch-Orgel ersetzte, wurde nach Brodersby verkauft. Busch schuf auch für sei einen neuen Prospekt.                                                                                             |
| 1787      | Sankt Margarethen       | St.-Margarethenkirche        |      | II/P    | 18       | Neubau vollendet durch J.A. Mittelhäuser, da J.D. Busch totgefallen, wie in den Akten steht. 1859 Neubau durch Marcussen ersetzt unter Verwendung des Gehäuses und 4 Registern der Vorgängerorgel. 1972 Restaurierung durch Franz Grollmann (Hamburg). |